# Крижина в теплому морі
«Крижина в теплому морі» («İlıq dənizdə buz parçası») — радянський художній фільм 1983 року, знятий режисером Юлієм Гусманом на кіностудії «Азербайджанфільм».

## Сюжет
Телефільм за мотивами повісті Д. Алібекова «Зимові пригоди». Старий ремонтник корабельні Усто-Назар вийшов на роботу після хвороби. Там уже приготувалися проводжати його на пенсію. Але Усто-Назар зміг переконати начальство у своїй працездатності, і доручили йому відремонтувати старий катер. Навесні катер був готовий до плавання. Коли під час льодоходу нафтовій вежі загрожувала величезна крижина, Уста-Назар, не роздумуючи про власне життя, пішов тараном на крижану брилу.

## У ролях
- Гасанага Турабов — Уста-Назар, пенсіонер
- Сада Мустафаєва — дружина Уста-Назара
- Расім Балаєв — Раміз, син Назара
- Гасан Мамедов — директор корабельні
- Рашид Махмуд-заде — Рашид
- Таніля Ахмерова — Ельміра, невістка
- Рустам Багдалов
- Тогрул Джуварли — Мамед
- Мухтар Манієв — нафтовик
- Гюльшан Курбанова — секретар начальника райвиконкому
- Лариса Халафова — лікар
- Дадаш Казімов — старий матрос
- Валіахд Валієв — Мурадов
- Еміль Пашаєв — Хазрі, онук Уста-Назара
- Омір Нагієв — хуліган на зупинці
- Фікрет Мамедов — хуліган на зупинці
- Маяк Керімов — член президії
- Шамсі Шамсізаде — голова президії
- Наджиба Гусейнова — приятелька секретарки
- Кязим Абдуллаєв — водій
- Зіллі Намазов — нафтовик
- Д. Джафаров — епізод
- Агшин Расулов — епізод
- Т. Мамедов — епізод
- Юлій Гусман — нафтовик
- Бахадур Алієв — член президії

## Знімальна група
- Режисер — Юлій Гусман
- Сценарист — Павло Фінн
- Оператор — Валерій Керімов
- Композитор — Хайям Мірзазаде
- Художник — Фікрет Ахадов